# Centrul de Zbor Spațial Goddard

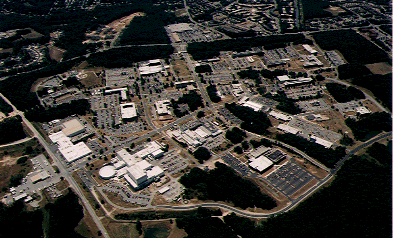
Centrul Goddard văzut din aer

Centrul de Zbor Spațial Goddard (în engleză Goddard Space Flight Center (GSFC) este un laborator de cercetare spațială al NASA, înființat la 1 mai 1959, fiind primul centru de zboruri spațiale al agenției. La GSFC lucrează aproximativ 10.000 de civili și lucrători cu contract de colaborare, și se află la aproximativ 10,5 km nord-est de Washington, D.C. în Greenbelt, Maryland, SUA. GSFC, unul dintre cele zece mari centre de teren ale NASA, poartă numele lui Robert H. Goddard (1882-1945), pionier al propulsiei cu rachete în Statele Unite.
GSFC este cea mai mare organizație americană de oameni de știință și ingineri dedicați cercetării Pământului Sistemului Solar și Universului prin observații spațiale. GSFC este unul dintre principalele laboratoare din SUA pentru dezvoltarea și operarea navelor spațiale științifice fără echipaj uman. GSFC efectuează cercetări, dezvoltă și operarează sisteme spațiale și alte tehnologii asociate. Oamenii de știință de la Goddard dezvoltă și susțin misiuni, iar inginerii și tehnicienii proiectează și construiesc navele spațiale necesare pentru aceste misiuni. Dintre angajații de seamă de la Goddard, John C. Mather s-a distins ca laureat al premiului Nobel pentru fizică pe anul 2006 pentru realizările sale în proiectul COBE.
GSFC operează și două rețele pentru urmărirea zborurilor spațiale și pentru achizițiile de date (Space Network și Near Earth Network), dezvoltă și întreține sisteme de informații științifice avansate terestre și spațiale și dezvoltă sisteme de sateliți pentru National Oceanic and Atmospheric Administration (NOAA).
GSFC gestionează operațiunile numeroaselor misiuni atât ale NASA cât și internaționale, inclusiv telescopul spațial Hubble (HST), programul Explorer, programul Discovery, Earth Observing System (EOS), INTEGRAL, Observatorul Solar și Heliosferic (SOHO), Rossi X-ray Timing Explorer (RXTE) și Swift. Printre misiunile încheiate, gestionate în trecut de GSFC se numără Observatorul de Radiații Gamma Compton, SMM, COBE, IUE și ROSAT. De regulă, misiunile fără echipaj uman de observație asupra Pământului, precum și observatoarele de pe orbita Pământului sunt gestionate de GSFC, pe când misiunile planetare fără echipaj uman sunt gestionate de Jet Propulsion Laboratory (JPL) din Pasadena, California.